# لامپ مهتابی (فیلم)
لامپ مهتابی (به انگلیسی: Tubelight) یک فیلم سینمایی هندی در ژانر درام و فیلم جنگی محصول سال ۲۰۱۷ به نویسندگی و کارگردانی کبیر خان با بازی سلمان خان، سهیل خان، اوم پوری، ژو ژو، شاهرخ خان و محمد زیشان ایوب است.
این فیلم بازسازی فیلم آمریکایی پسر کوچک است.

## داستان
ماجرای این فیلم در زمان جنگ هند و چین در سال ۱۹۶۲ تنظیم شده است و در مورد عشق بین دو برادر است، وقتی که برادر کوچکتر به جنگ می رود و برادر بزرگتر که (عقب مانده ذهنی است) تصمیم می‌گیرد به دنبال او رفته و از وضعیتش با خبر شود…
این چالش برانگیز ترین نقش سلمان خان در دوران کاری اش محسوب می‌شود…